# Hard science fiction
Hard science fiction (pol. twarda fantastyka naukowa) – podgatunek fantastyki naukowej kładący nacisk na naukę i technologię, uwzględniający wiele szczegółów technicznych. W przeciwieństwie do hard SF, niekiedy używany termin soft science fiction oznacza z kolei fantastykę, w której nauka jest nieobecna bądź nie odgrywa żadnej roli.

## Historia podgatunku
Termin ten był użyty po raz pierwszy w 1957 przez P. Schuylera Millera w recenzji utworu Johna W. Campbella Islands of Space, wydrukowanego w Astounding Science Fiction.

Hard SF (...) to przede wszystkim określenie tych utworów science fiction, które zachowują czystość gatunkową. Nie udziwniają, nie modernizują, ale jedynie snują nowe wersje starych tematów: podróż kosmolotem, odkrycie obcej cywilizacji czy dokonanie genialnego wynalazku. Stary, sprawdzony zestaw tematów, który nie zawiedzie czytelnika. Termin hard SF bywa także używany w innym znaczeniu – jako określenie tej części fantastyki naukowej, która jest naprawdę naukową, która opiera się na rzetelnych podstawach naukowych i na tej bazie antycypuje przyszłość.

## Charakterystyka
Hipotezy z hard SF oprócz szczegółowego opisu zwykle są zgodne (nie zaprzeczają) obecnemu (z czasu powstania dzieła) stanowi wiedzy, w szczególności dotyczy to wiedzy z fizyki czy biologii. Są więc hipotezami, które mogą być prawdziwe i mogą być nawet podejmowane w dyskusjach akademickich. Wielu pisarzy hard SF nie wybiega bardzo w przyszłość i stawia problemy w ramach istniejącej wiedzy i możliwości technicznych (np. klonowanie, podróże międzyplanetarne, eksploracja oceanów). W wielu utworach soft SF znane prawa natury są jawnie łamane, a przedstawione sytuacje sprzeczne z istniejącą wiedzą, a więc nawet hipotetycznie nie mogą się wydarzyć w znanym Wszechświecie (nawet jeśli nastąpi rozwój nauki).

## Przykłady
Elementy hard SF pojawiają się w twórczości takich pisarzy, jak: Greg Egan, Jacek Dukaj, Frank Herbert, Poul Anderson, Isaac Asimov, Stanisław Lem, Janusz A. Zajdel, Arthur C. Clarke, Hal Clement, Robert L. Forward, Larry Niven, James P. Hogan, Nancy Kress, Kim Stanley Robinson, Joe Haldeman, Gregory Benford, David Brin, Greg Bear, Ben Bova, Alastair Reynolds, Stephen Baxter, Vernor Vinge, Andy Weir, Juliusz Verne czy Liu Cixin.